# Antonio Prohías
Antonio Prohías (Cienfuegos, 17 gennaio 1921 – Miami, 24 febbraio 1998) è stato un fumettista cubano naturalizzato statunitense, noto soprattutto per aver creato la serie a fumetti Spy vs. Spy, pubblicata sulle pagine della rivista Mad Magazine a partire dal 1961.

## Biografia
Prima della rivoluzione cubana, Prohías lavora come fumettista per vari giornali locali, diventando celebre nel suo paese per la sua satira politica, in particolare contro i regimi autoritari. Inizialmente, appoggia la rivoluzione di Fidel Castro, ma successivamente se ne distacca apertamente a causa della crescente repressione della libertà di espressione.
Nel 1960, temendo persecuzioni politiche, lascia Cuba e si trasferisce negli Stati Uniti. Arriva a New York senza parlare inglese, ma con un portfolio sotto il braccio e un’idea chiara: continuare a fare satira.
Nel 1961 presenta il concept di Spy vs. Spy alla redazione di Mad Magazine. La serie viene subito accolta con entusiasmo. Le strisce, completamente mute, raccontano l’eterna rivalità tra due spie identiche — una bianca e una nera — che si combattono con trappole assurde, invenzioni comiche e un umorismo nero ispirato alla logica della guerra fredda.
Il tratto grafico minimalista e l’umorismo slapstick rendono Spy vs. Spy un successo immediato. La serie viene pubblicata regolarmente per decenni e continua ad apparire anche dopo la morte dell’autore.